# Brit Indiai-óceáni Terület
Brit Indiai-óceáni Terület (angolul British Indian Ocean Territory) – brit tengerentúli terület. Afrika és Indonézia között, az Indiai-óceánban található. Legnagyobb szigete Diego Garcia, ahol közös igazgatású brit-amerikai katonai támaszpont található.

## Földrajz
A területen 60 nagyobb-kisebb lakatlan sziget és 6 atoll van. A szigetek területe 60 km². Legmagasabb pontja 15 m.

## Történelem
A szigeteket a 16. században a portugál hajós, Vasco da Gama fedezte fel. A 18. században Mauritius részeként Franciaország birtokolta a területet. 1810-ben azonban elfoglalta az Egyesült Királyság, és a Párizsi szerződésben a franciák hivatalosan is lemondtak róla. A 19. század végén mezőgazdasági munkások érkeztek a szigetekre, akik kopra termesztésével foglalkoztak. 1965-ben az Egyesült Királyság a szomszédos Mauritius és Seychelle-szigetektől elszakított néhány szigetet, és a már meglévő szigetekkel együtt kialakította a Brit Indiai-óceáni Területet november 8-án. A Chagos-szigeti őslakosságot Mauritiusra költöztették. Egy brit bíróság 2000-ben jogtalannak nyilvánította a mintegy 1200 fős őslakosság kitelepítését. A szigeteken egy kétoldalú szerződés keretében az Egyesült Államok állomásoztat katonai erőt, valamint tart fenn katonai támaszpontot Diego Garcián. 1976. június 23-án a kormányzat visszaadott három szigetet a frissen függetlenné vált Seychelles-szigeteknek. Az 1980-as években a mauritiusi kormány bejelentette igényét a szigetekre, amit a brit kormány nem ismer el. A Diego Garcián működő brit-amerikai bázis jelentős szerepet játszott a 2001-es Afganisztán, illetve 2003-as Irak elleni hadműveletekben.
A Brit Indiai-Óceáni Területet Mauritius igényelte. Ezt a brit kormány elismerte, s brit-mauritiusi egyezmény született arról, hogy amennyiben a brit kormány abbahagyja a katonai támaszpont használatát, a terület Mauritiushoz lesz csatolva.
2024. október 3-án egyezmény született arról, hogy Mauritius része lett a Chagos-szigetcsoportból álló Brit Indiai-óceáni Terület, de meg lett tartva a szigetcsoport legnagyobb szigetén, Diego Garcián működő, stratégiai fontosságú brit-amerikai haditengerészeti és légitámaszpont.